# Liste der Verdienten Meister des Sports der UdSSR und Russlands im Eishockey
Die Liste der Verdienten Meister des Sports der UdSSR und Russlands im Eishockey enthält alle sowjetischen und russischen Spieler, die seit Einführung der Auszeichnung 1948 als Verdienter Meister des Sports ausgezeichnet wurden. Diese Auszeichnung ist nach der Hockey Hall of Fame der National Hockey League die älteste Ruhmeshalle für Eishockeyspieler. 
(In Klammern Jahr der Ehrung)

## A
- Boris Afanassjew (1948)
- Maxim Afinogenow (2002)
- Weniamin Alexandrow (1963)
- Alexander Almetow (1963)
- Wjatscheslaw Anissin (1973)
- Wladimir Antipow (2002)
- Konstantin Astrachanzew (1993)

## B
- Sergei Babinow (1979)
- Jewgeni Babitsch (1953)
- Helmuts Balderis (1978)
- Sergei Bautin (1992)
- Sinetula Biljaletdinow (1978)
- Michail Birjukow (2009)
- Ilja Bjakin (1988)
- Juri Blinow (1972)
- Wiktor Blinow (1968)
- Wsewolod Bobrow (1948)
- Igor Boldin (1992)
- Nikolai Borschtschewski (1992)
- Wladimir Breschnew (1965)
- Sergei Brylin (2003)
- Ilja Brysgalow (2002)
- Pawel Bure (1990)
- Waleri Bure (1998)
- Wjatscheslaw Buzajew (1992)
- Michail Bytschkow (1954)
- Dmitri Bykow (2002)
- Wjatscheslaw Bykow (1983)

## C
- Nikolai Chabibulin (2002)
- Waleri Charlamow (1969)
- Nikolai Chlystow (1954)
- Juri Chmyljow (1992)
- Andrei Chomutow (1982)

## D
- Jewgeni Dawydow (1990)
- Witali Dawydow (1963)
- Pawel Dazjuk (2002)
- Igor Dimitrijew (1974)
- Nikolai Drosdezki (1981)

## F
- Wjatscheslaw Fetissow (1978)
- Anatoli Firsow (1964)
- Juri Fjodorow (1978)
- Sergei Fjodorow (1998)
- Waleri Fomenkow (1995)
- Dmitri Frolow (1993)

## G
- Alexander Gerassimow (1984)
- Irek Gimajew (1982)
- Alexander Golikow (1978)
- Wladimir Golikow (1978)
- Sergei Gontschar (1998)
- Konstantin Gorowikow (2009)
- Denis Grebeschkow (2009)
- Jewgeni Groschew (1991)
- Alexei Guryschew (1954)
- Alexander Guskow (2002)
- Rawil Gusmanow (2002)
- Alexei Gussarow (1988)
- Alexander Gussew (1973)
- Sergei Gussew (2002)

## I
- Anatoli Ionow (1965)
- Eduard Iwanow (1963)

## J
- Alexander Jakuschew (1970)
- Wiktor Jakuschew (1963)
- Alexei Jaschin (1993)
- Sergei Jaschin (1988)
- Alexander Jerjomenko (2009)
- Alexander Judin (2002)
- Wladimir Jursinow (1963)
- Dmitri Juschkewitsch (1992)

## K
- Dmitri Kalinin (2002)
- Waleri Kamenski (1988)
- Jan Kaminski (1993)
- Sergei Kapustin (1975)
- Waleri Karpow (1993)
- Alexander Karpowzew (1993)
- Darius Kasparaitis (1992)
- Alexei Kassatonow (1981)
- Alexander Komarow (1954)
- Wiktor Konowalenko (1963)
- Wladimir Konstantinow (1989)
- Konstantin Kornejew (2009)
- Pawel Korotkow (1952)
- Alexander Koschewnikow (1982)
- Alexei Kosnew (2002)
- Andrei Kowalenko (1992)
- Alexei Kowaljow (1992)
- Ilja Kowaltschuk (2002)
- Wladimir Kowin (1984)
- Igor Krawtschuk (1988)
- Sergei Kriwokrassow (1998)
- Wladimir Krutow (1981)
- Juri Krylow (1954)
- Anton Kurjanow (2009)
- Walentin Kusin (1954)
- Wiktor Kuskin (1963)
- Alfred Kuschewski (1954)
- Oleg Kwascha (2002)

## L
- Igor Larionow (1982)
- Juri Lebedew (1974)
- Juri Leonow (2005)
- Juri Ljapkin (1973)
- Konstantin Loktew (1964)
- Andrei Lomakin (1988)
- Wladimir Luttschenko (1970)

## M
- Boris Majorow (1963)
- Jewgeni Majorow (1963)
- Nikolai Makarow (1981)
- Sergei Makarow (1979)
- Wladimir Malachow (1990)
- Alexander Malzew (1969)
- Andrei Markow (2009)
- Daniil Markow (2002)
- Alexander Martynjuk (1973)
- Boris Michailow (1969)
- Maxim Michailowski (1993)
- Boris Mironow (1998)
- Dmitri Mironow (1992)
- Jewgeni Mischakow (1968)
- Grigori Mkrtytschan (1951)
- Alexander Mogilny (1988)
- Juri Moissejew (1968)
- Alexei Morosow (1998)
- Juri Morosow (1970)
- Sergei Mosjakin (2009)
- Sergei Mylnikow (1985)
- Wladimir Myschkin (1979)

## N
- Jewgeni Nabokow (2009)
- Sergei Nemtschinow (1990)
- Waleri Nikitin (1967)
- Andrei Nikolischin (1993)
- Ilja Nikulin (2009)

## O
- Alexander Owetschkin (2009)

## P
- Jewgeni Paladjew (1969)
- Juri Pantjuchow (1956)
- Juri Paramoschkin (1991)
- Alexander Paschkow (1978)
- Wassili Perwuchin (1978)
- Boris Petelin (1954)
- Sergei Petrenko (1992)
- Wladimir Petrow (1969)
- Stanislaw Petuchow (1963)
- Jegor Podomazki (2002)
- Wiktor Polupanow (1967)
- Wiktor Prjaschnikow (1991)
- Witali Prochorow (1992)
- Alexander Prokopjew (2002)
- Witali Proschkin (2009)
- Nikolai Putschkow (1954)
- Sergei Putschkow (1993)

## R
- Alexander Radulow (2009)
- Alexander Ragulin (1963)
- Andrei Rasin (2002)
- Wladimir Repnjow (1974)
- Dmitri Rjabykin (2002)
- Igor Romischewski (1968)

## S
- Boris Saizew (1964)
- Oleg Saizew (1966)
- Sergei Samsonow (2002)
- Andrei Saposchnikow (1993)
- Boris Saprjagajew (1954)
- Danis Saripow (2009)
- Dmitri Satonski (2002)
- Alexander Sawtschenkow (2002)
- Wladimir Schadrin (1971)
- Wiktor Schalimow (1975)
- Alexei Schamnow (1992)
- Juri Schatalow (1974)
- Sergei Schendelew (1993)
- Sergei Schepelew (1981)
- Oleg Schewzow (1998)
- Pawel Schiburtowitsch (1953)
- Alexei Schitnik (1992)
- Wiktor Schluktow (1978)
- Michail Schtalenkow (1992)
- Sergei Schukow (2002)
- Wiktor Schuwalow (1953)
- Walerij Schyrjajew (1989)
- Waleri Selepukin (1998)
- Alexander Semak (1990)
- Alexander Sidelnikow (1976)
- Genrich Sidorenkow (1956)
- Jewgeni Simin (1968)
- Wiktor Singer (1967)
- Sergei Sinowjew (2009)
- Alexander Sjomin (2009)
- Alexander Skworzow (1981)
- Alexander Smirnow (1993)
- Maxim Sokolow (2002)
- Nikolai Sologubow (1956)
- Sergei Sorokin (1993)
- Sergei Starikow (1983)
- Wjatscheslaw Starschinow (1963)
- Igor Stelnow (1984)
- Wladimir Subkow (1983)
- Sergei Subow (1992)
- Andrei Sujew (1993)
- Maxim Suschinski (2002)
- Sergei Swetlow (1988)

## T
- Anatoli Tarassow (1949)
- Alexei Tereschtschenko (2009)
- Wiktor Tichonow (1978)
- German Titow (1993)
- Wiktor Tjumenew (1982)
- Fjodor Tjutin (2009)
- Iwan Tkatschenko (2002)
- Andrei Trefilow (1992)
- Iwan Tregubow (1956)
- Wladislaw Tretjak (1971)
- Arkadi Tschernyschow (1948)
- Wiktor Tschistow (2002)
- Alexander Tschornych (1988)
- Oleg Twerdowski (2002)

## U
- Dimitri Ukolow (1954)
- Alexander Uwarow (1954)

## W
- Igor Warizki (1993)
- Michail Warnakow (1985)
- Michail Wassilijew (1983)
- Waleri Wassiljew (1973)
- Wladimir Wikulow (1967)
- Witali Wischnewski (2009)
- Juri Wolkow (1963)
- Leonid Wolkow (1964)
- Anton Woltschenkow (2002)
- Dmitri Worobjow (2009)
- Sergei Wyschedkewitsch (2002)

## Z
- Juri Zizinow (1991)
- Gennadi Zygankow (1972)
- Wiktor Zyplakow (1969)